# Am Berge 2 (Halberstadt)

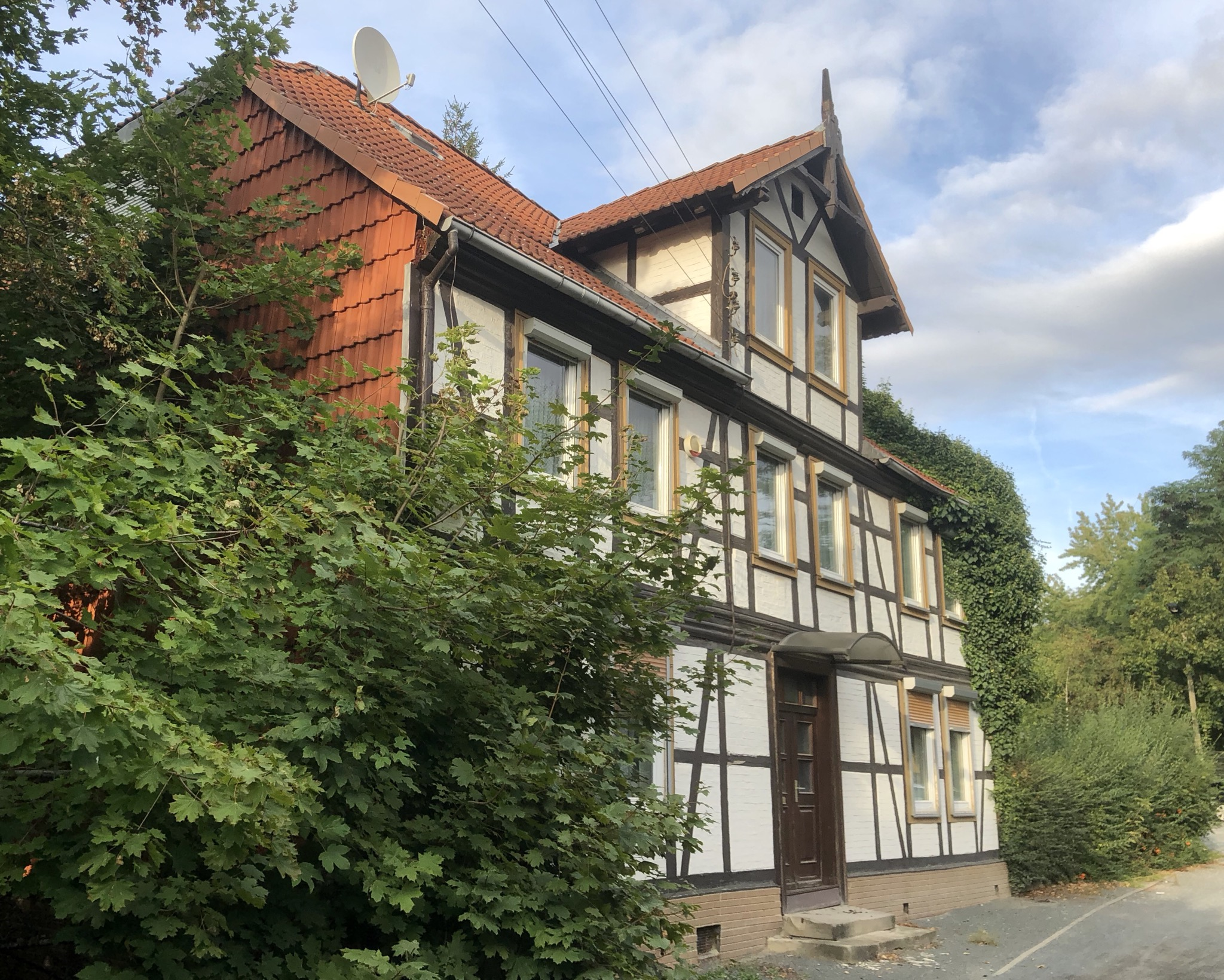
Haus Am Berge 2

Das Gebäude Am Berge 2 ist ein denkmalgeschütztes Wohnhaus in Halberstadt in Sachsen-Anhalt.
Es liegt am westlichen Rand der Halberstädter Altstadt. 

## Architektur und Geschichte
Der zweigeschossige Bau wurde in der zweiten Hälfte des 18. Jahrhunderts in Fachwerkbauweise errichtet. Bedeckt ist das Haus von einem Krüppelwalmdach. Mittig auf dem Gebäude befindet sich ein zweiachsiges Zwerchhaus, das mit einem Sprengwerk verziert ist.
Im Denkmalverzeichnis für die Stadt Halberstadt ist das Wohnhaus unter der Erfassungsnummer 094 02708 als Baudenkmal eingetragen.